# What If (comics)
Pour les articles homonymes, voir What If.
What If, parfois typographié What If...? (en version française « Et si... ») est une série de comic books créée en février 1977 par la maison d'édition Marvel Comics. La série est une uchronie par rapport aux événements se déroulant au sein de la Terre-616, la dimension temporelle principale de l'univers Marvel.
Les histoires racontées dans cette série sont donc des réécritures de l’Histoire de l'univers Marvel, à partir de la modification d’un événement du passé des personnages ou d'événements issus de cette réalité. Par exemple, le titre du premier épisode peut se traduire par : « Et si... Spider-Man avait rejoint les Quatre Fantastiques ? »

## Ligne éditoriale
Le principe de la série What If consiste, dans chaque épisode, à revenir sur un moment clé des aventures d'un ou de plusieurs personnages de l'univers Marvel. Chaque histoire de cette série se situe dans une réalité alternative de l'univers Marvel (une copie de la Terre-616, la réalité « principale »). Étant donné qu'il y a une infinité de dimensions parallèles au sein de l'univers Marvel (ou du « multivers » Marvel), les conclusions montrées dans chaque épisode ne sont qu'unes des nombreuses fins possibles concernant les événements clés utilisés.
La série se focalise sur un événement particulier du ou des personnages concernés, au cours duquel par exemple un choix crucial a du être fait, montrant ce qui se serait produit si ce choix avait suivi une autre voie. Par exemple, dans la continuité Marvel principale, le personnage de Spider-Man (Peter Parker) avait posé sa candidature pour intégrer l'équipe des Quatre Fantastiques, ce qui lui fut refusé ; le premier numéro de What If décrit ce qui se serait passé si Spider-Man avait été accepté.
La série est représentée par le personnage d'Uatu le Gardien, une entité de cet univers qui sert de narrateur à chaque épisode. Dans l'univers Marvel principal, Uatu est une entité cosmique dont la fonction est d'observer les évènements de la Terre et ceux des Terres alternatives, sans jamais intervenir. Cela lui permet de comparer ce qui est (dans la réalité principale de l'univers Marvel) avec ce qui « aurait pu être » (dans les épisodes de What If).
Les What If ont rarement une conclusion heureuse et se finissent généralement de façon bien pire que dans la continuité principale Marvel : soit le héros meurt, soit il est corrompu, etc. Néanmoins, le thème n'est pas toujours sombre, et il y a parfois des fins positives à l'occasion.

## Liste des publications

### What Ifvol.1
La première série a duré 47 numéros, de février 1977 à octobre 1984.
1. What If... Spider-Man Joined the Fantastic Four?
2. What If... The Hulk had Always had Bruce Banner's Brain?
3. What If... The Avengers Had Never Been?
4. What If... The Invaders Had Stayed Together After World War Two?
5. What If... Captain America and Bucky had Both Survived World War II?
6. What If... The Fantastic Four had Different Super Powers?
7. What If... Someone Else had Become The Amazing Spider-Man
8. What If... the World Knew Daredevil was Blind?
9. What If... The Avengers had been Formed During the 1950’s?
10. What If... Jane Foster had Found the Hammer of Thor?
11. What If... The Fantastic Four were the Original Marvel Bullpen? (VF: Jack Kirby Deluxe de Novembre 2006)
12. What If... Rick Jones had Become the Hulk?
13. What If... Conan the Barbarian Walked the Earth Today?
14. What If... Sgt. Fury and his Howling Commandos had Fought World War II in Outer Space
15. What If... Someone Else Had Become Nova?
16. What If... Shang-Chi, Master of Kung Fu, had Remained Loyal to Fu Manchu (en)
17. What If... Ghost Rider, Spider-Woman and Captain Marvel had Remained Villains?
18. What If... Dr. Strange had Been a Disciple of Dormammu? (VF: Et Si... Marvel ? (Marvel Comics la Collection de Référence n°119 de Septembre 2018))
19. What If... Spider-Man had Stopped the Burgler who Killed his Uncle?
20. What If... The Avengers had Fought the Kree-Skrull War Without Rick Jones?
21. What If... Sub-Marriner had Married the Invisible Girl?
22. What If... Doctor Doom had Become a Hero?
23. What If... Hulk's Girlfriend Jarella Had Not Died ? (VF: Et Si... Marvel ? (Marvel Comics la Collection de Référence n°119 de Septembre 2018))
24. What If... Gwen Stacy had Lived?
25. What If... Thor and The Avengers Battled the Gods?
26. What If... Captain America Were Elected President?
27. What If... Phoenix had not Died?
28. What If... Daredevil Became an Agent of S.H.I.E.L.D.? / What if... Ghost Rider were Separated From Johnny Blaze?
29. What If... The Avengers were the Last Superheroes on Earth?
30. What If... Spider-Man’s Clone had Survived?
31. What If... Wolverine had Killed The Hulk? / What if... there Was No Fantastic Four?
32. What If... The Avengers had Become the Pawns of Korvac?
33. What If... Dazzler had become the Herald of Galactus? /  What if... Iron Man had Been Trapped in King Arthur’s Time?
34. What If... The Watcher Was A Stand-Up Comedian?
35. What If... Bullseye had not Killed Elektra?
36. What If... The Fantastic Four Had Not Gained Their Powers?
37. What If... The Thing Continued to Mutate? / What if... the Silver Surfer Lost the Power Cosmic?
38. What If... featuring Daredevil and Captain America, plus Vision and the Scarlet Witch
39. What If... Thor Battled Conan the Barbarian
40. What If... Dr. Strange had Never Become Master of the Mystic Arts
41. What If... Sub-Mariner Had Saved Atlantis From Its Destiny?
42. What If... the Invisible Girl Had Died?
43. What If... Conan the Barbarian were Stranded in the 20th Century?
44. What If... Captain America were not Revied Until Today
45. What If... The Hulk went Berserk?
46. What If... Spider-Man’s Uncle Ben had Lived?
47. What If... Loki Found Thor’s Hammer First?

### What Ifspécial
En juin 1988, sort le one-shot What if... Iron Man Had Been a Traitor?, basé sur Tales of Suspense #39.

### What Ifvol.2
La série est relancée en juillet 1989 de manière plus durable, puisqu'elle dure jusqu'au #114 de novembre 1998.

### What Ifvol.3:Why Not?
En février 2005, la gamme réapparaît sous la forme de six one-shots non-numérotés :
- What If... Jessica Jones Had Joined The Avengers? (VF : Marvel Mega no 23)
- What If... Professor X and Magneto Formed the X-Men Together? (VF : Marvel Mega no 23)
- What If... Karen Page Had Lived? (VF : Marvel Mega no 23)
- What If... Aunt May Died Instead of Uncle Ben? (VF : Marvel Mega no 23)
- What If... Doctor Doom Had Become the Thing?
- What If... General Ross Had Become The Hulk? (VF : Marvel Mega no 23)

### What Ifvol.4:Mirror Mirror
En février 2006, une nouvelle fournée de six one-shots non-numérotés est publiée, s'inscrivant dans un univers commun référencé Terre-717 mais dont chaque épisode prend place à une époque différente.
- What If... Captain America Had Lived in the American Civil War? (VF : Marvel Icons vol. 1 no 36)
- What If... Wolverine Was Public Enemy Number One? (VF : Wolverine vol. 1 no 153)
- What If... the Fantastic Four Were Russian Cosmonauts?
- What If... the Sub-Mariner Had Grown Up on Land Instead of Atlantis?
- What If... Daredevil Had Lived in Feudal Japan?
- What If... Thor Was Herald of Galactus? (VF : Marvel Heroes vol. 2 no 4)

### What Ifvol.5:Event Horizon
En novembre 2006, cinq one-shots non-numérotés paraissent avec pour thématique d'offrir une fin alternative (et comme souvent, plus tragique) aux récentes grandes sagas de l'éditeur.
- What If: Avengers Disassembled (VF : Marvel Icons vol. 1 no 34-35)
- What If: Spider-Man: The Other
- What If: Wolverine: Enemy of the State (VF : Wolverine vol. 1 no 169)
- What If: Age of Apocalypse (VF : X-Men vol. 1 no 129)
- What If: X-Men: Deadly Genesis (VF : Comic Box Extra vol. 1 no 1)

### What Ifvol.6(2007)
D'octobre 2007 à janvier 2008, cinq nouveaux one-shots non-numérotés suivent le même principe. À noter que certains de ces numéros sont divisés en plusieurs histoires.
- What If: Planet Hulk (VF : Marvel Heroes vol. 2 no 6)
- What If: Annihilation (VF : Comic Box no 53 / Marvel Universe vol. 2 no 7)
- What If: X-Men: Rise and Fall of the Shi'ar Empire (VF : X-Men vol. 1 no 140)
- What If: Civil War (VF : Marvel Universe vol. 3 no 3)
- What If: Spider-Man vs. Wolverine

Un sixième opus, mettant en scène les Nouveaux Fantastiques (l'équipe remplaçante de Fantastic Four #347-349), vit sa sortie annulée à la suite du décès de son dessinateur, le regretté Mike Wieringo. L'histoire en question parut finalement quelques mois plus tard au sein d'un album hommage à l'artiste.

### What Ifvol.7(2008)
En décembre 2008, une nouvelle série de cinq numéros voit le jour mais cette fois, bien qu'ils ne soient toujours pas numérotés, les fascicules sont à suivre pour une histoire en fil-rouge incluse en back-up, intitulée What If... the Runaways Become the Young Avengers? (VF : Marvel Universe vol. 3 no 3).
1. What If: House of M (VF : Marvel Saga no 5)
2. What If: Fallen Son (VF : Marvel Saga no 5)
3. What If:Newer Fantastic Four: the Infinity Gauntlet (VF : Marvel Saga no 5)
4. What If: Spider-Man: Back in Black (VF : Marvel Saga no 5)
5. What If: Secret Wars (VF : Marvel Saga no 5)

### What Ifvol.8(2009)
En décembre 2009, cinq nouveaux événements Marvel sont revisités, et même plutôt deux fois qu'une pour quatre d'entre eux puisqu'ils sont divisés en deux histoires différentes.
- What If: Secret Invasion (VF : Marvel Universe vol. 3 no 3)
- What If: World War Hulk (VF : Comic Box no 65)
- What If: Daredevil vs. Elektra
- What If: Astonishing X-Men (VF : Comic Box no 68)
- What If: Spider-Man: House of M (VF : Spider-Man Hors Série (vol. 2) no 7)

### What Ifvol.9(2010)
En décembre 2010, les cinq nouvelles parutions proposées mènent la collection à 200 numéros cumulés. Les quatre premiers incluent une histoire à suivre en back-up : What If... the Venom Symbiote Had Managed to Control Deadpool?.
1. What If: Iron Man: Demon in an Armor
2. What If: Wolverine: Father (VF : Marvel Universe vol. 3 no 2)
3. What If: Spider-Man: Grim Hunt (VF : Spider-Man vol. 4 no 18)
4. What If: Dark Reign (VF : Avengers vol. 3 no 6)

- What If #200: Siege (VF : Comic Box no 69 / Avengers vol. 3 no 5 / Comic Box no 77)

Pour l'occasion, ce numéro anniversaire inclut une seconde histoire, écrite par Stan Lee en personne, qui revisite sa célèbre trilogie sur Galactus (Fantastic Four #48-50) (VF : Comic Box no 77).

### Mini-séries
Après le #200 anniversaire, la collection marque une pause notable, ne revenant que quelques années plus tard et cette fois sous la forme de mini-séries :
- What If: Avengers vs. X-Men (4 numéros, juillet 2013) (VF : Marvel Universe vol. 3 no 2)
- What If: Age of Ultron (5 numéros, avril 2014) (VF : Marvel Universe vol. 3 no 7)
- What If: Infinity (en) (5 numéros, décembre 2015) (VF : Marvel Universe vol. 4 no 3 (juin 2016)[2].

### Recueils (trade paperbacks)
- What If Classic - 7 volumes couvrant la quasi-intégralité de la première série.
- X-Men: Alterniverse Visions - recueil de What If vol. 2 #40, 59, 62, 66 et 69
- What If: Why Not? - recueil de What If vol. 3
- What If: Mirror Mirror - recueil de What If vol. 4
- What If: Event Horizon - recueil de What If vol. 5
- What If: Civil War - recueil de What If vol. 6
- What If: Secret Wars - recueil de What If vol. 7
- What If: Secret Invasion - recueil de What If vol. 8
- What If: Dark Avengers - recueil de What If vol. 9

## Nouveaux personnages
Avec le temps, plusieurs personnages ou groupes de super-héros inventés au fil des histoires de What If pour une unique apparition ont fini par être repris dans d'autres séries Marvel. Certains, comme Spider-Girl, ont également pu avoir une série dédiée :
- Arlok (What If #27, juillet 1981)
- Astron (What If #27, juillet 1981)
- Adam II (What If #4, 1977)
- Agents of Atlas (What If #9, juin 1978)
- Spider-Girl (What If #105)
- Spider-Ham 15.88 / Piguel O'Hara (What If #26, parodie de Miguel O'Hara, Spider-Man 2099)
- X-People (What If (vol. 2) #105, 1998)

## Collaborateurs
John Romita Sr., Joe Sinnott, Roy Thomas,  Jim Craig, Pablo Marcos, Dave Cockrum, Herb Trimpe, Tom Sutton, Art Adams, Art Thibert, Gil Kane, Sal Buscema, Frank Giacoia, Ross Andru, Mike Esposito, Don Glut, George Tuska, Rick Hoberg, Sam Grainger, Phil Rachelson, John Costanza, Scott Shaw, Alan Kupperberg, Bill Black, Ernie Chan, Rich Buckler, Marv Wolfman, Doug Moench, Gene Colan, Peter Gillis, Bruce Douglas Patterson, Steven Tice, Pat Broderick, Al Milgrom, Tom DeFalco, Marie Severin, Frank Miller, John Byrne, Mary Jo Duffy, Jerry Bingham, John Stuart, Ron Wilson, Michael Golden, Al Gordon, Tom Orzechowski, Bob Layton, Bill Flanagan, Jim Mooney, Joe Rubinstein, Ed Hannigan, Terry Austin, Arvell Jones, Alan Weiss, Bill Sienkiewicz, Ron Frenz, Aaron Lopresti,  David Hine, Mico Suayan, Rafael Kayanan, Gabriele Dell'Otto, C. B. Cebulski...

## Publication en France
La première série des What If a été principalement traduite par les Éditions Lug, qui en ont publié la plupart des histoires dans le périodique Spidey. Mais, du fait de la pagination plus élevée que les autres séries, la majorité des épisodes étaient alors coupés en deux ; ainsi, le lecteur devait souvent attendre le numéro suivant pour avoir le fin mot de l'histoire.
En parallèle, les Éditions Artima dédièrent quatre albums à la série, qui est ainsi publiée indépendamment sous son propre titre. Cette formule a duré quatre numéros, composés chacun de deux histoires, pour un total de 64 pages.
Pour la seconde série, seulement quelques épisodes ont été publiés au compte-goutte par des éditeurs successifs :
- #4 : Strange Spécial Origines no 308 (Semic)
- #22 : Strange Spécial Origines no 309
- #23 : Strange Spécial Origines no 310
- #40 : X-Men (magazine) (vol. 1) no 12 (Marvel France)
- #43 : Strange Spécial Origines no 305
- #60 : X-Men n°15 (Semic, collection « Version Intégrale »)
- #62 : Wolverine (magazine) (vol. 1) no 88 (Marvel France)
- #77 : Strange Spécial Origines no 310
- #-1 : X-Men Saga no 8 (Marvel France)

Les one shots ultérieurs, comme indiqué ci-dessus, sont ponctuellement traduits par Panini ou exceptionnellement par le magazine Comic Box.

## Adaptation télévisuelle
Le concept de la série de comics est adapté à la télévision dans une série d'animation produite par Marvel Studios, dont il s'agit de la première série animée. Elle fait partie de la phase IV du MCU.
Simplement nommée What If...?, la première saison de 9 épisodes est diffusée à partir du 11 août 2021. Une deuxième saison de 9 épisodes a été annoncée,.